# (6278) Ametkhan
(6278) Ametkhan es un asteroide perteneciente al cinturón de asteroides, región del sistema solar que se encuentra entre las órbitas de Marte y Júpiter, más concretamente a la familia de Herta, descubierto el 10 de octubre de 1971 por Bela Burnasheva desde el Observatorio Astrofísico de Crimea (República de Crimea).

## Designación y nombre
Designado provisionalmente como 1971 TF. Fue nombrado Ametkhan en homenaje a Amet-khan Sultan, piloto de pruebas de la antigua Unión Soviética. Murió en un accidente aéreo mientras probaba un nuevo avión.

## Características orbitales
Ametkhan está situado a una distancia media del Sol de 2,437 ua, pudiendo alejarse hasta 2,870 ua y acercarse hasta 2,003 ua. Su excentricidad es 0,178 y la inclinación orbital 2,103 grados. Emplea 1389,66 días en completar una órbita alrededor del Sol.

## Características físicas
La magnitud absoluta de Ametkhan es 14,2. Tiene 8,879 km de diámetro y su albedo se estima en 0,044. 